# Fury (Fernsehserie)
Fury (englisch für Wut, Furie) ist der Name eines Pferdes aus dem Roman Fury von Albert G. Miller und einer gleichnamigen Fernsehserie aus US-amerikanischer Produktion.

## Zur Serie
Die 114-teilige Fernsehserie wurde von 1955 bis 1960 in den USA im Schwarz-Weiß-Format von ITC Entertainment und TPA produziert und ab 1958 in Deutschland wöchentlich im Nachmittagsprogramm des Ersten Deutschen Fernsehens ausgestrahlt. Jede Folge umfasste etwa 25 Minuten Sendezeit.
Entstanden ist die Serie nach einem Jugendbuch von Albert G. Miller aus den frühen 1950er-Jahren, welches später auch als gebundene Ausgabe auf dem deutschsprachigen Markt erschien. Serie und Buch spielen im US-amerikanischen Westen. In den 1960er-Jahren gab es auch Hörspiel-Schallplatten mit den Sprechern aus der Fernsehserie.

## Personen und Darsteller
Die Serienhelden und ihre Darsteller waren:
- Fury (ein American Saddlebred Horse, Rapphengst)
- Robert Leroy („Bobby“) Diamond  als Joe Newton (Original: Joey), der zu Anfang etwa 9-jährige Waisenjunge
- Peter Graves als Jim Newton, Joeys Adoptivvater, ein Rancher
- William Fawcett als Pete Wilkey, der Vormann der Ranch („Mutter“)
- Jimmy Baird als Rodney Pee Wee Jenkins
- Roger Mobley als Homer Packy Lambert

Zu Beginn der Handlung hatte Joe verschiedene Freunde; ein Franky tritt häufiger auf. Später ist es dann regelmäßig Pee Wee, der in einer Folge von Packy abgelöst wird. In Nebenrollen treten zuweilen auch Frauen und Mädchen auf.

## Handlung
Die Handlung der ersten Folge von „Fury“ entspricht weitgehend der Buchvorlage, wenn auch stark verkürzt (zu erwähnen ist, dass diese Folge erst 30 Jahre nach ihrer Entstehung deutsch synchronisiert wurde). Alle weiteren Folgen stammen aus der Feder der Fernsehautoren.
Der etwa 9-jährige Waisenjunge Joey kommt durch einen Beschluss des Vormundschaftsgerichts auf die Broken Wheel Ranch von Jim Newton (Peter Graves). Dort gelingt es ihm als einzigem, den wilden Mustang Fury zu besänftigen und zu reiten. Da ihn außerdem der Rancher Jim Newton von einem Diebstahlverdacht befreit, freundet er sich mit diesem an und bleibt auf der Ranch, zumal der ältere Vormann Pete sich auch noch rührend um ihn kümmert und teilweise die Mutterrolle einnimmt. Diese Protagonisten erleben nun viele Abenteuer, bei denen immer Fury eine Hauptrolle spielt. Joey versteht sich mit dem Pferd wie mit einem Menschen – Fury kann Gangster bewachen, Hilfe holen u. v. m. Eine immer wiederkehrende Verhaltensweise von Fury ist das Stupsen – entweder um jemanden zu necken oder um ihn zu einer Stelle zu bringen, wo Hilfe benötigt wird.
Es gibt verschiedene Handlungsmuster in der Serie. Erwähnt seien Existenzbedrohungen des Pferdes oder von Joey, Wettkämpfe mit bösen Buben und/oder deren Vätern sowie Naturkatastrophen. Im Laufe der fünfjährigen Drehzeit zeigt „Fury“ sowohl sentimentale als auch komödiantische Verhaltensweisen. Das Besondere an dieser Kinderserie ist die sowohl sorgfältige als auch vielfältige Charakterzeichnung der Hauptfiguren. Nie geht es nur um das Abenteuer an sich, sondern es wird immer versucht, für Konflikte des Alltags Lösungsmöglichkeiten gemäß den allgemeinen Moralvorstellungen aufzuzeigen.

## Fury in Deutschland

### Erstausstrahlungen
Bis Mitte der 1960er-Jahre wurden nur 57 der 114 Folgen synchronisiert. Wiederholungen liefen zunächst bis Ende der 1960er Jahre. Mitte der 1980er Jahre wurden diese Folgen von einigen Sendern der ARD erneut gezeigt. Erst im Ferienprogramm 1987 wurden 40 „neue“ Folgen und 1988 nochmal 16 weitere mit einem neuen Vorspann zum ersten Mal gezeigt. Die letzte Wiederholung endete Anfang 1997. Seit Oktober 2007 erschienen Furyfolgen auf 4 DVDs als Box.

### Nicht im deutschsprachigen Raum gezeigte Folge
Es gibt 113 deutsch-synchronisierte Folgen. Als einzige Episode wurde Sonic Boom (dt.: Überschallknall) nicht in Deutschland ausgestrahlt. Es geht hier um Jets, die über die Broken Wheel Ranch donnern und deren Bewohner stören. Im Laufe der Folge gelangen alle zu der Meinung, dass das Militär für die USA von großer Bedeutung sei. Sonic Boom enthält aufwändige Szenen mit einem Hubschrauber und einen scheinbar echten Werbefilm der amerikanischen Armee.

## Synchronisation
| Charakter   | Schauspieler    | Synchronsprecher |
| ----------- | --------------- | --- |
| Jim Newton  | Peter Graves    | Niels Clausnitzer (1. Synchronisation) Norbert Langer (2. Synchronisation)                                                                       |
| Joe Newton  | Bobby Diamond   | Elmar Wepper (1. Synchronisation) Rainer Hoffmann (1. Synchronisation) Michael von Block (1. Synchronisation) Boris Lehmann (2. Synchronisation) |
| Pete Wilkey | William Fawcett | Anton Reimer (1. Synchronisation) F.G. Beckhaus (2. Synchronisation)                                                                             |

## Hörspiele
Auf Grundlage der Fernsehserie erschienen bei Ariola 1963 mehrere Hörspiel-Singles mit den deutschen Synchronsprechern. Das Drehbuch schrieb Kurt Vethake unter dem Pseudonym Teddy Parker, Regie führte Benno Schurr und die Musik komponierte Max Roth.

## Vorspänne

### Vorspann der Folgen der 1950er/1960er Jahre
Joey ruft den Namen seines Freundes laut in die Prärie hinaus. Diesen Ruf vernimmt das kilometerweit entfernt lauschende Pferd und galoppiert über Berg und Tal und Stock und Stein zu seinem menschlichen Freund. Dieser tätschelt nun den Hals des schwarzen Hengstes und sagt: „Na Fury, wie wär's mit einem kleinen Ausritt, hast du Lust?“, worauf Fury (damit Joey besser aufsteigen kann) sich „hinkniet“, freudig wiehert und beide davonreiten.

### Neuer Vorspann
Szenen der ersten Folge in rasantem Schnitt unterlegt mit aufregender Musik.

## Trivia
Die deutsche Rockband Fury in the Slaughterhouse (zu deutsch: Aufruhr im Schlachthof) bezog ihren Namen einer Quelle nach auf den Hengst der beliebten Fernsehserie, was nach Protesten später jedoch von einigen Bandmitgliedern in Interviews dementiert wurde, wobei viele Fans den etwas sperrigen Bandnamen umgangssprachlich einfach auf Fury reduzierten.